# Glicosaminoglicà
Els glicosaminoglicans (GAGs) o mucopolisacàrids són polímers lineals de polisacàrids formats per subunitats repetides de disacàrid amb la fórmula general (monosacàrid àcid - monosacàrid aminat)n. El monosacàrid aminat pot ser D-glucosamina o D-galactosamina, en el qual el grup amino està normalment acetilat a la fi d'eliminar llur càrrega positiva, i també pot portar un grup sulfat en el carboni 4 o 6 o en un nitrogen no acetilat.

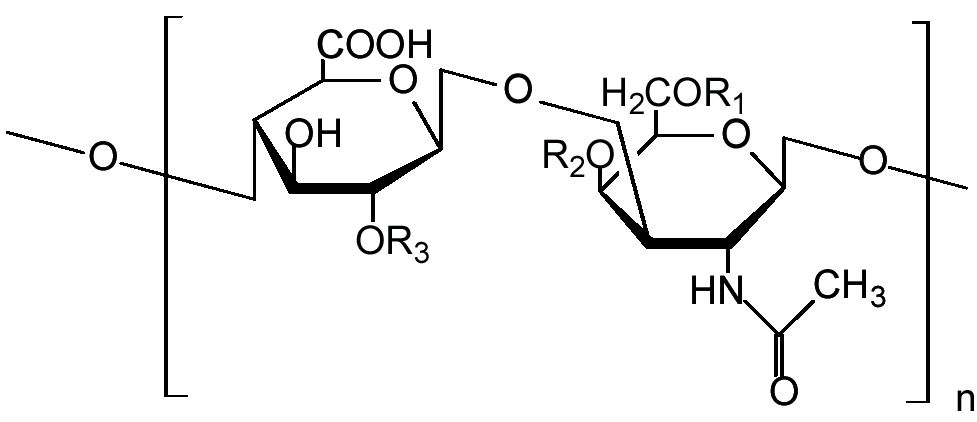
Sulfat de condroïtina

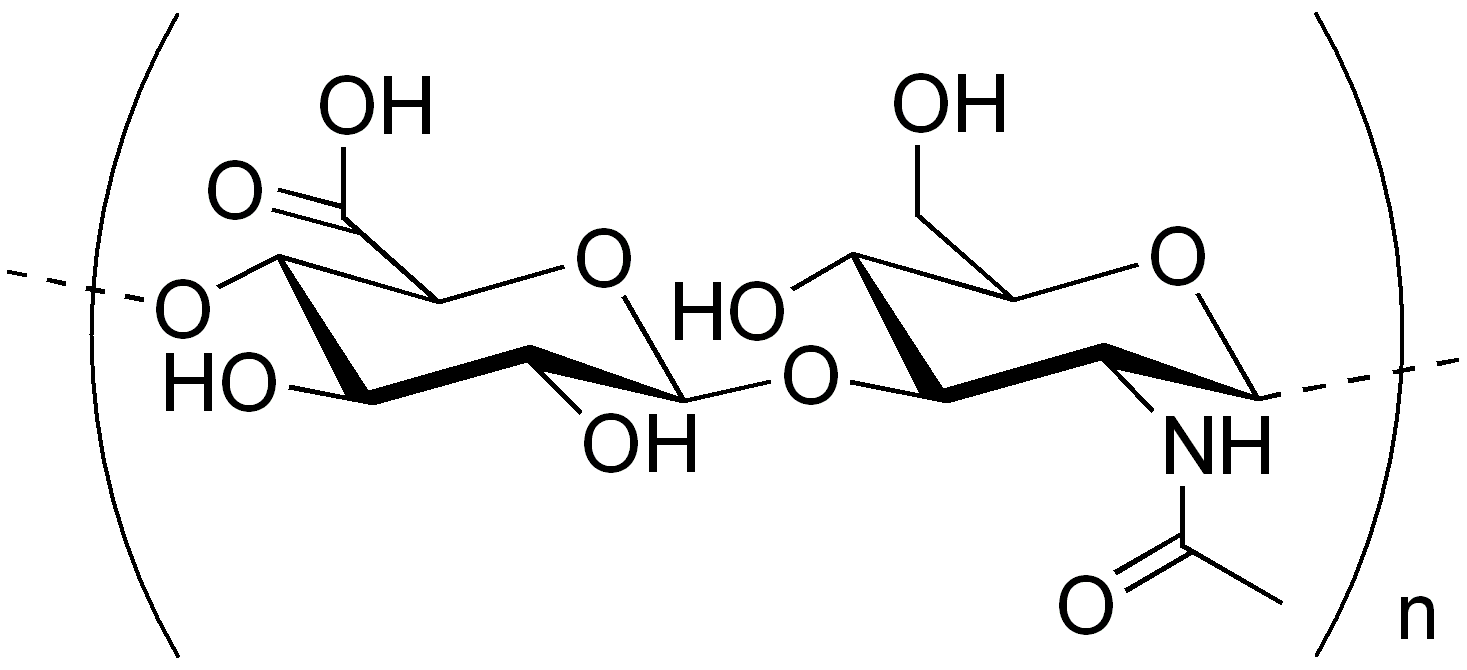
Hialuronà (-4GlcUAβ1-3GlcNAcβ1-)_{n}

## Síntesi
Els nuclis de proteïna fets al reticle endoplasmàtic rugós són modificats per glicosiltransferases en l'aparell de Golgi, on els disacàrids d'GAG s'afegeixen a cors de proteïna per produir proteoglicans; l'excepció és hialuronà, que està únicament sintetitzat sense un cor de proteïna i "és elongat" per enzims de superfícies de cèl·lules directament a l'espai extracel·lular.

## Funció
Aquesta família de carbohidrats és essencial o important per a la majoria d'espècies animals inclosos els vertebrats. Els GAGs formen un component important del teixit connectiu. Les cadenes de GAG poden unir-se covalentment amb una proteïna per formar proteoglicans.
Alguns exemples d'usos de glicosaminoglicà a la natura inclouen heparina com a anticoagulant, hialuronat com a component al lubrificant líquid sinovial en unions de cos, i condroitins que es poden trobar en teixit connectiu, cartílags i tendons.

## Tipus
Els membres de la família de glicosaminoglicà varien en el tipus d'hexosamina, unitat d'àcid d'hexosa o hexurònic que contenen (p. ex. àcid glucurònic, àcid idurònic, galactosa, galactosamina, glucosamina). També varien en la geometria de la connexió glicosídica.
Alguns exemples de GAGs inclouen:
| Nom                   | Àcid hexurònic / Hexosa   | Hexosamina                                       | Unió geomètrica entre unitats monomèriques predominants | Trets distintius |
| Sulfat de condroïtina | GlcUA o GlcUA(2S)         | GalNAc o GalNAc(4S) / GalNAc(6S) / GalNAc(4S,6S) | -4 GlcUA β 1-3 GalNAc β 1-                              | El glicosaminoglicà més ubic. |
| Sulfat de dermatà     | GlcUA, IdoUA o IdoUA(2S)  | GalNAc / GalNAc(4S) / GalNAc(6S) / GalNAc(4S,6S) | -4IdoUAβ1-3GalNAcβ1-                                    | Es distingeix del sulfat de condroïtina per la presència d'àcid idurònic, tot i així alguns dels monosacàrids de l'àcid hexurònic poden ser àcid glucurònic. |
| sulfat de queratan    | Gal / Gal(6S)             | GlcNAc / GlcNAc(6S)                              | -3Gal(6S) β 1-4 GlcNAc(6S) β 1-                         | Keratà sulfat tipus II pot trobar-se fucosilat. |
| Heparina              | GlcUA o IdoUA(2S)         | GlcNAc / GlcNS / GlcNAc(6S) / GlcNS(6S)          | -4 IdoUA(2S) α 1-4 GlcNS(6S) α 1-                       | Té la major densitat de càrregues negatives de qualsevol molècula biològica coneguda.                                                                        |
| Heparan sulfat        | GlcUA o IdoUA o IdoUA(2S) | GlcNAc / GlcNS / GlcNAc(6S) / GlcNS(6S)          | -4 GlcUA β 1-4 GlcNAc α 1-                              | Estructuralment similar a l'heparina, tot i així les unitats de disacàrid de l'heparà sulfat s'organitzen en diferents dominis sulfatats i no sulfatats.     |
| Hialuronà             | GlcUA                     | GlcNAc                                           | -4GlcUAβ1-3GlcNAcβ1-                                    | L'únic GAG que no es troba sulfatat. |

## Abreviatures
- GlcUA = β-D-àcid glucurònic
- GlcUA(2S) = àcid 2-O-sulfo-β-D-glucurònic
- IdoUA = α-L-idurònic
- IdoUA(2S) = àcid 2-O-sulfo-α-L-iduronic
- Gal = β-D-galactosa
- Gal(6S) = 6-O-sulfo-β-D-galactosa
- GalNAc = β-D-N-acetilgalactosamina
- GalNAc(4S) = β-D-N-acetilgalactosamina-4-O-sulfat
- GalNAc(6S) = β-D-N-acetilgalactosamina-6-O-sulfat
- GalNAc(4S,6S) = β-D-N-acetilgalactosamina-4-O, 6-O-sulfat.
- GlcNAc = α-D-N-acetilglucosamina
- GlcNS = α-D-N-sulfoglucosamina
- GlcNS(6S) = α-D-N-sulfoglucosamina-6-O-sulfat.